# ميخائيل جاي وليامز
ميخائيل جاي وليامز (بالإنجليزية: Michael J. Williams)‏ هو ضابط أمريكي، ولد في 12 يوليو 1943 في بالتيمور في الولايات المتحدة.